# Distrito de Aurich
El Distrito de Aurich (en alemán: Landkreis Aurich) es un landkreis que se ubica al noroeste del estado federado de Baja Sajonia (Alemania, cuya capital de distrito es Aurich localizada en el centro de la región histórica de Frisia Oriental. Al oeste y norte se encuentra la costa del Mar del Norte, siendo una frontera natural del estado de Baja Sajonia al norte. Al este limita con el Distrito de Wittmund y al sur con el Leer, así como la ciudad Emden.

## Composición del distrito
Datos de población del censo de 30 de junio de 2005)
| Municipios | Municipios |
| --- | --- |
| 1. Aurich, ciudad (40 462) 2. Baltrum (502) 3. Dornum (4807) 4. Großefehn [Ubicación: Ostgroßefehn] (13 191) 5. Großheide (8725) 6. Hinte (7297) 7. Ihlow [Ubicación: Ihlowerfehn] (12 644) | 1. Juist, municipio insular (1866) 2. Krummhörn [Ubicación: Pewsum] (13 260) 3. Norden, ciudad (25 092) 4. Norderney, Ciudad (6113) 5. Südbrookmerland [Ubicación: Victorbur] (19 088) 6. Wiesmoor, ciudad (13 128) |

Municipios con términos asociados
* Ubicación de la administración

| - 1. Samtgemeinde Brookmerland (13 427) 1. Leezdorf (1987) 2. Marienhafe, Flecken * (2008) 3. Osteel (2398) 4. Rechtsupweg (2123) 5. Upgant-Schott (3845) 6. Wirdum (1066) | - 2. Samtgemeinde Hage (10 679) 1. Berumbur (2560) 2. Hage, Flecken * (5826) 3. Hagermarsch (467) 4. Halbemond (1062) 5. Lütetsburg (764) |

Zonas fuera de municipios
- Isla del mar del norte Memmert
(5,17 km², sin habitar)